# Các Hồng y được sắc phong bởi Innôcentê XI

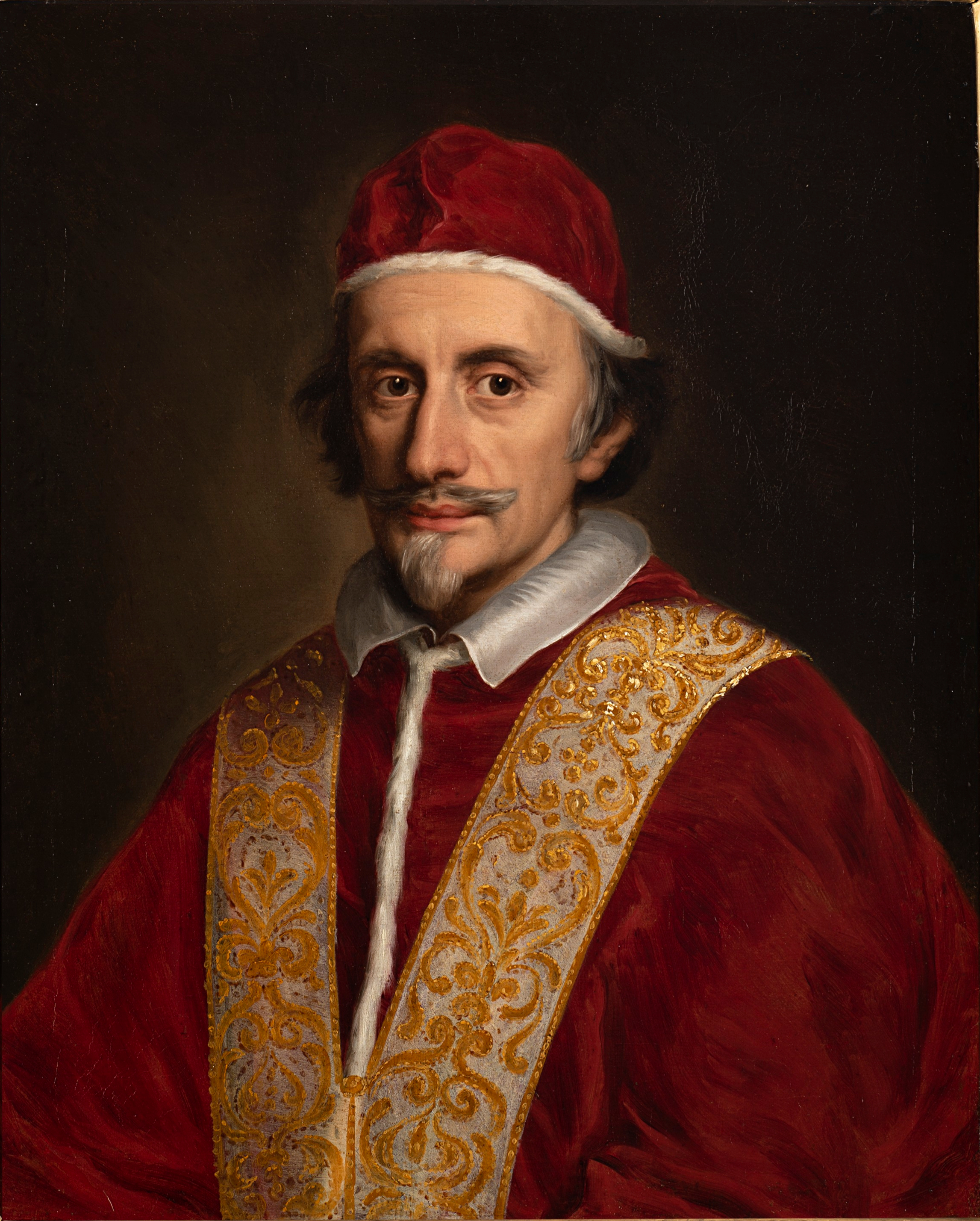
Giáo hoàng Innocente IX

Giáo hoàng Innocent XI (1676–1689) đã tấn phong bốn mươi ba hồng y mới trong hai công nghị:

## Công nghị 1 tháng 9 năm 1681
| Tên (Sinh - mất) | Chân dung | Chức vị tiếp giữ (Thời gian nhận chức) |
| --- | --------- | --- |
| Giambattista Spinola, thống đốc Roma (20 tháng 9 năm 1615 – 4 tháng 1 năm 1704)                                                                                         |           | Hồng Y Đẳng Linh Mục nhà thờ Santa Cecilia (22 tháng 9 năm 1681) Hồng Y Đẳng Linh Mục nhà thờ S. Agnese fuori le mura (20 tháng 2 năm 1686) Hồng Y Đẳng Linh Mục Santa Maria xứ Trastevere (7 tháng 4 năm 1704)                                                                                         |
| Antonio Pignatelli, tổng giám mục Lecce (13 tháng 3 năm 1615 – 27 tháng 9 năm 1700)                                                                                     |           | Hồng Y Đẳng Linh Mục San Pancrazio (22 tháng 9 năm 1681) Giáo hoàng Innocent XII (12 tháng 7 năm 1691) |
| Stefano Brancaccio, giám mục Viterbo (1618 – 8 tháng 9 năm 1682) |           | Hồng Y Đẳng Linh Mục Santa Maria della Pace (22 tháng 9 năm 1681) |
| Stefano Agostini, trưởng quan Toà thánh Đức Giáo hoàng, tổng giám mục hiệu toà xứ Eraclea (1614 – 26 tháng 3 năm 1683)                                                  |           | Hồng Y Đẳng Linh Mục San Giovanni a Porta Latina (22 tháng 9 năm 1681) |
| Francesco Bonvisi, tổng giám mục hiệu tòa xứ Thessalonica, đặc sứ toà thánh tại Áo (16 tháng 5 năm 1626 – 25 tháng 8 năm 1700)                                          |           | Hồng Y Đẳng Linh Mục Santo Stefano al Monte Celio (14 tháng 11 năm 1689) |
| Savo Millini, tổng giám mục hiệu tòa xứ Cesarea, đặc sứ toà thánh tại Tây Ban Nha (4 tháng 7 năm 1644 – 10 tháng 2 năm 1701)                                            |           | Hồng Y Đẳng Linh Mục Santa Maria del Popolo (12 tháng 8 năm 1686) Hồng Y Đẳng Linh Mục San Pietro in Vincoli (12 tháng 12 năm 1689) |
| Federico Visconti, tổng giám mục tuyển toà thành Milan (4 tháng12 năm 1617 – 7 tháng 1 năm 1693)                                                                        |           | Hồng Y Đẳng Linh Mục Santa Bonifacio de Alessio (22 tháng 9 năm 1681) |
| Marco Galli, giám mục Rimini (5 tháng 3 năm 1957 – 3 tháng 10 năm 1988)                                                                                                 |           | Hồng Y Đẳng Linh Mục San Pietro in Montorio (17 tháng 11 năm 1681) |
| Flaminio Taja, kiểm tra viên Tòa Thượng thẩm Rota (1600 – 5 tháng 10 năm 1682)                                                                                          |           | Hồng Y Đẳng Linh Mục Santi Nereo e Achilleo (17 tháng 11 năm 1681) |
| Raimondo Capizucchi, dòng Anh Em Giảng Thuyết, Thầy Cả Điện Tông Tòa (7 tháng 11 năm 1616 – 20 tháng 4 năm 1691)                                                        |           | Hồng Y Đẳng Linh Mục Santo Stefano al Monte Celio (22 tháng 9 năm 1681) Hồng Y Đẳng Linh Mục Santa Maria degli Angeli (3 tháng 3 năm 1687) |
| Giovanni Battista De Luca, kiểm tra viên Tòa Thánh (1614 – 5 tháng 2 năm 1683)                                                                                          |           | Hồng Y Đẳng Linh Mục San Girolamo degli Schiavoni (22 tháng 9 năm 1681) |
| Francesco Lorenzo Brancati di Lauria, Dòng Anh Em Hèn Mọn Viện tu (10 tháng 4 năm 1612 – 30 tháng 11 năm 1693)                                                          |           | Hồng Y Đẳng Linh Mục San Girolamo dei Croati (22 tháng 9 năm 1681) Hồng Y Đẳng Linh Mục Santi Apostoli (1 tháng 12 năm 1687) |
| Urbano Sacchetti, kiểm tra viên Văn phòng Quản lý Ngân khố (7 tháng 3 năm 1640 – 6 tháng 4 năm 1705)                                                                    |           | Hồng Y Phó Tế Santa Maria della Scala (22 tháng 9 năm 1681) Hồng Y Phó Tế Santa Maria in Via Lata (28 tháng 11 năm 1689) Hồng Y Đẳng Linh Mục San Bernardo alle Terme (22 tháng 12 năm 1693) Hồng Y Đẳng Linh Mục Santa Maria in Trastevere (14 tháng 1 năm 1704)                                       |
| Gianfrancesco Ginetti, trưởng thủ quỹ Văn phòng Quản lý Ngân khố (12 tháng 12 năm 1626 – 18 tháng 9 năm 1691)                                                           |           | Hồng Y Phó Tế Santa Maria della Scala (22 tháng 9 năm 1681) Hồng Y Phó Tế Sant'Angelo in Pescheria (12 tháng 1 năm 1682) Hồng Y Phó Tế San Nicola in Carcere (28 tháng 11 năm 1688) |
| Benedetto Pamphili, Dòng Toàn quyền Thánh Gioan xứ Jerusalem, Trưởng tu ở Rome của Dòng Toàn quyền Thánh Gioan xứ Jerusalem (25 tháng 4 năm 1653 – 22 tháng 3 năm 1730) |           | Hồng Y Phó Tế Santa Maria in Campitelli (22 tháng 9 năm 1681) Hồng Y Phó Tế San Cesareo de Appia (30 tháng 4 năm 1685) Hồng Y Phó Tế Santa Maria in Cosmedin (30 tháng 9 năm 1686) Hồng Y Phó Tế Sant'Agata de' Goti (17 tháng 5 năm 1688) Hồng Y Phó Tế Santa Maria in Via Lata (22 tháng 12 năm 1693) |
| Michelangelo Ricci, Chánh văn phòng Giáo đoàn Ân xá và Thánh Thất (30 tháng 1 năm 1619 – 12 tháng 5 năm 1682)                                                           |           | Hồng Y Phó Tế Santa Maria in Aquiro (17 tháng 11 năm 1681) |

## Công nghị 2 tháng 9 năm 1686
| Tên (Sinh - mất) | Chân dung | Chức vị tiếp giữ (Thời gian nhận chức) |
| --- | --------- | --- |
| Giacomo de Angelis, phó thống đốc Roma (13 tháng 10 năm 1610 – 15 tháng 9 năm 1695)                                               |           | Hồng Y Đẳng Linh Mục Santa Maria in Ara Coeli (30 tháng 9 năm 1686) |
| Opizio Pallavicini, tổng giám mục hiệu tòa xứ Ephesus, đặc sứ toà thánh tại Ba Lan (15 tháng 10 năm 1632 – 11 tháng 9 năm 1700)   |           | Hồng Y Đẳng Linh Mục Santi Silvestro e Martino ai Monti (14 tháng 11 năm 1689) |
| Angelo Maria Ranuzzi, giám mục xứ Pano (19 tháng 5 năm 1626 – 27 tháng 9 năm 1689)                                                |           | |
| Max Gandolph von Kuenburg, tổng giám mục xứ Salzburg (30 tháng 10 năm 1622 – 3 tháng 5 năm 1687)                                  |           | |
| Veríssimo de Lencastre (15 tháng 11 năm 1615 – 12 tháng 12 năm 1692)                                                              |           | |
| Marcello Durazzo, tổng giám mục hiệu tòa xứChalcedon, đặc sứ toà thánh tại Tây Ban Nha (6 tháng 3 năm 1634 – 27 tháng 4 năm 1710) |           | Hồng Y Đẳng Linh Mục Santa Prisca (14 tháng 11 năm 1689) Hồng Y Đẳng Linh Mục San Pietro in Vincoli (21 tháng 2 năm 1701) |
| Orazio Mattei, tổng giám mục hiệu tòa xứ Damascus (15 tháng 3 năm 1621 – 18 tháng 1 năm 1688)                                     |           | Hồng Y Đẳng Linh Mục San Lorenzo in Panisperna (30 tháng 9 năm 1686) |
| Marcantonio Barbarigo, giám mục xứ Kérkyra (6 tháng 3 năm 1640 – 26 tháng 5 năm 1706)                                             |           | Hồng Y Đẳng Linh Mục Santa Susanna (30 tháng 9 năm 1686) |
| Carlo Stefano Anastasio Ciceri, giám mục xứ Como (26 tháng 12 năm 1616 – 24 tháng 6 năm 1694)                                     |           | Hồng Y Đẳng Linh Mục San Agostino (7 tháng 7 năm 1687) |
| Leopold Karl von Kollonitsch, giám mục xứ Wiener Neustadt (26 tháng 10 năm 1631 – 20 tháng 1 năm 1707)                            |           | Hồng Y Đẳng Linh Mục San Girolamo degli Schiavoni (14 tháng 11 năm 1689) |
| Etienne Le Camus, giám mục xứ Grenoble (24 tháng 9 năm 1632 – 12 tháng 9 năm 1707)                                                |           | Hồng Y Đẳng Linh Mục Santa Maria degli Angeli (8 tháng 8 năm 1) |
| Johannes von Goes, giám mục xứ Gurk (10 tháng 2 năm 1612 – 19 tháng 10 năm 1696)                                                  |           | Hồng Y Đẳng Linh Mục San Pietro in Montorio (14 tháng 11 năm 1689) |
| Augustyn Michał Stefan Radziejowski, giám mục xứ Warmia (3 tháng 12 năm 1645 – 13 tháng 10 năm 1705)                              |           | Hồng Y Đẳng Linh Mục Santa Maria della Pace (14 tháng 11 năm 1689 |
| Pier Matteo Petrucci, Orat., giám mục xứ Jesi (24 tháng 3 năm 1630 – 5 tháng 7 năm 1701)                                          |           | Hồng Y Đẳng Linh Mục San Pietro in Montorio (9 tháng 6 năm 1687) |
| Pedro de Salazar Gutiérrez de Toledo, giám mục xứ Salamanca (1630 – 15 tháng 8 năm 1706)                                          |           | Hồng Y Đẳng Linh Mục Santa Croce in Gerusalemme (14 tháng 11 năm 1689) |
| Wilhelm Egon von Fürstenberg, giám mục xứ Strasbourg (2 tháng 12 năm 1629 – 10 tháng 4 năm 1704)                                  |           | Hồng Y Đẳng Linh Mục Sant'Onofrio al Gianicolo (14 tháng 11 năm 1689) |
| Jan Kazimierz Denhoff, thầy tu Bệnh viện Thánh Linh in Sassia, Rome (8 tháng 7 năm 1649 – 20 tháng 7 năm 1697)                    |           | Hồng Y Đẳng Linh Mục Santa Giovanni a Porta Latina (30 tháng 9 năm 1686) |
| José Saenz d'Aguirre, O.S.B. (24 tháng 3 năm 1630 – 19 tháng 8 năm 1699)                                                          |           | Hồng Y Đẳng Linh Mục Santa Balbina (10 tháng 11 năm 1687) Hồng Y Đẳng Linh Mục Santa Maria sopra Minerva (30 tháng 8 năm 1694) |
| Leandro Colloredo, Orat (15 tháng 4 năm 1639 – 11 tháng 1 năm 1709)                                                               |           | Hồng Y Đẳng Linh Mục San Pietro in Montorio (30 tháng 9 năm 1687) Hồng Y Đẳng Linh Mục Santi Nereo ed Achilleo (7 tháng 11 năm 1689) Hồng Y Đẳng Linh Mục Santa Maria in Trastevere (27 tháng 4 năm 1705) |
| Fortunato Ilario Carafa della Spina (16 tháng 2 năm 1631 – 16 tháng 1 năm 1697)                                                   |           | Hồng Y Đẳng Linh Mục Santi Giovanni e Paolo (7 tháng 7 năm 1687) |
| Domenico Maria Corsi, kiểm tra viên Văn phòng Quản lý Ngân khố (1633 – 6 tháng 11 năm 1697)                                       |           | Hồng Y Phó Tế Sant'Eustachio (30 tháng 9 năm 1686) Hồng Y Đẳng Linh Mục San Pietro in Montorio (3 tháng 12 năm 1696) |
| Giovanni Francesco Negroni, thủ quỹ Toà thánh (3 tháng 10 năm 1629 – 1 tháng 1 năm 1713)                                          |           | Hồng Y Phó Tế San Cesareo de Appia (30 tháng 9 năm 1686) Hồng Y Phó Tế San Maria in Aracoeli (2 tháng 1 năm 1696) Hồng Y Đẳng Linh Mục San Pietro in Montorio (2 tháng 9 năm 1696) |
| Fulvio Astalli (24 tháng 7 năm 1654 – 14 tháng 1 năm 1721)                                                                        |           | Hồng Y Phó Tế San Giorgio in Velabro (30 tháng 9 năm 1686) Hồng Y Phó Tế Santa Maria in Cosmedin (17 tháng 5 năm 1688) Hồng Y Phó Tế Santi Cosma e Damiano (19 tháng 10 năm 1689) Hồng Y Đẳng Linh Mục Santi Quirico e Giulitta (19 tháng 2 năm 1710) Hồng Y Đẳng Linh Mục Santa Sabina (16 tháng 4 năm 1714) Hồng Y Đẳng Linh Mục Ostia e Velletri (26 tháng 4 năm 1719) |
| Gasparo Cavalieri (22 tháng 9 năm 1648 – 17 tháng 8 năm 1690)                                                                     |           | Hồng Y Phó Tế Santa Maria in Aquiro (30 tháng 9 năm 1686) Hồng Y Phó Tế San Giorgio in Velabro (17 tháng 5 năm 1688) Hồng Y Phó Tế Sant'Angelo in Pescheria (28 tháng 11 năm 1689) |
| Johannes Walter Sluse, thư ký Đoản sắc Tông đồ (14 tháng 1 năm 1628 – 16 tháng 7 năm 1687)                                        |           | Hồng Y Phó Tế Santa Maria della Scala (30 tháng 9 năm 1686) |
| Francesco Maria de' Medici, Đại công tử Đại Công quốc Toscana (12 tháng 11 năm 1660 – 3 tháng 2 năm 1711)                         |           | Hồng Y Phó Tế Santa Maria in Domnica (9 tháng 7 năm 1687) |
| Francesco Maria de' Medici, Đại công tử Đại Công quốc Modena (26 tháng 4 năm 1655 – 22/26 tháng 10 năm 1737)                      |           | Hồng Y Phó Tế Santa Maria della Scala (20 tháng 11 năm 1688) |